# HNK Zadar
HNK Zadar (chorw. HNK Zadar) – chorwacki klub piłkarski, mający siedzibę w mieście Zadar, na zachodzie kraju, grający od sezonu 2021/22 w 3. HNL - Jug.

## Historia
Chronologia nazw:
- 2019: HNK Zadar (chorw. HNK Zadar)

Klub piłkarski HNK Zadar został założony w Zadarze 15 listopada 2019 roku jako następca NK Zadar. 16 grudnia 2019 został oficjalnie zarejestrowany. Prezesem klubu został Damir Knežević, były prezes NK Zadar. W sezonie 1920/21 zespół debiutował na czwartym poziomie rozgrywek chorwackiej piłki nożnej, wygrywając 1. ŽNL Zadarska. W następnym sezonie 2021/22 drużyna startowała w rozgrywkach grupy Jug 3. HNL, w których zajęła czwarte miejsce.

## Barwy klubowe, strój, herb, hymn
|  |  |

Klub ma barwy niebiesko-białe. Piłkarze domowe spotkania zazwyczaj grają w niebieskich koszulkach, niebieskich spodenkach oraz niebieskich getrach.

## Sukcesy

### Trofea międzynarodowe
Do chwili obecnej klub jeszcze nigdy nie zakwalifikował się do rozgrywek europejskich.

### Trofea krajowe
| \| \| Zdobyte trofea w rozgrywkach Chorwacji (stan na: 31-05-2021) \| |                                                              |      |          |
| Rozgrywki                                                             | Osiągnięcie                                                  | Razy | Sezon(y) |
| Mistrzostwo                                                           | I miejsce                                                    | 0    |          |
| Mistrzostwo                                                           | II miejsce                                                   | 0    |          |
| Mistrzostwo                                                           | III miejsce                                                  | 0    |          |
| Puchar                                                                | zdobywca                                                     | 0    |          |
| Puchar                                                                | finalista                                                    | 0    |          |
| II liga                                                               | I miejsce                                                    | 0    |          |
| II liga                                                               | II miejsce                                                   | 0    |          |
| II liga                                                               | III miejsce                                                  | 0    |          |
| Chorwacja                                                             | Zdobyte trofea w rozgrywkach Chorwacji (stan na: 31-05-2021) |      |          |

- 3. HNL - Jug (D3):
  - 4.miejsce (1): 2021/22

## Poszczególne sezony
| Sezon   | Liga                | M                   | Z                   | R                   | P                   | B+                  | B–                  | Pkt                 | Poz                 | Puchar             | R.                   | W.                   | R.                       | W.                       | Piłkarz            | Br.                | Uwagi              |
| Sezon   | Mistrzostwa krajowe | Mistrzostwa krajowe | Mistrzostwa krajowe | Mistrzostwa krajowe | Mistrzostwa krajowe | Mistrzostwa krajowe | Mistrzostwa krajowe | Mistrzostwa krajowe | Mistrzostwa krajowe | Puchar             | Inne puchary krajowe | Inne puchary krajowe | Puchary między- narodowe | Puchary między- narodowe | Król strzelców     | Król strzelców     | Uwagi              |
| ------- | ------------------- | ------------------- | ------------------- | ------------------- | ------------------- | ------------------- | ------------------- | ------------------- | ------------------- | ------------------ | -------------------- | -------------------- | ------------------------ | ------------------------ | ------------------ | ------------------ | ------------------ |
| 2019    | założono HNK Zadar  | założono HNK Zadar  | założono HNK Zadar  | założono HNK Zadar  | założono HNK Zadar  | założono HNK Zadar  | założono HNK Zadar  | założono HNK Zadar  | założono HNK Zadar  | założono HNK Zadar | założono HNK Zadar   | założono HNK Zadar   | założono HNK Zadar       | założono HNK Zadar       | założono HNK Zadar | założono HNK Zadar | założono HNK Zadar |
| 2020/21 | 1. ŽNL Zadarska     | 26                  | 23                  | 1                   | 2                   | 111                 | 16                  | 70                  | 1                   | nie zakw.          |                      |                      |                          |                          |                    |                    |                    |
| 2021/22 | 3. HNL - Jug        | 34                  | 16                  | 11                  | 7                   | 69                  | 28                  | 59                  | 4                   | nie zakw.          |                      |                      |                          |                          |                    |                    |                    |

### Rozgrywki międzynarodowe

#### Europejskie puchary
Nie uczestniczył w rozgrywkach europejskich.

### Rozgrywki krajowe
| \| Chorwacja \| Bilans występów klubu w rozgrywkach piłkarskich Chorwacji (Stan na 31 maja 2022 r.) \| \| |                                                                                     |        |       |    |    |   |     |    |     |            |        |        |      |
| Poziom | Rozgrywki                                                                           | Sezony | Mecze | Z  | R  | P | B+  | B– | Pkt | Lata       | Awanse | Spadki | Naj. |
| I | 1. HNL                                                                              | 0      |       |    |    |   |     |    |     |            | 0      | 0      |      |
| II | 2. HNL                                                                              | 0      |       |    |    |   |     |    |     |            | 0      | 0      |      |
| III | 3. HNL - Jug                                                                        | 1      | 34    | 16 | 11 | 7 | 69  | 28 | 59  | od 2021/22 | 0      | 0      | 4    |
| IV | 1. ŽNL Zadarska                                                                     | 1      | 26    | 23 | 1  | 2 | 111 | 16 | 70  | 2020/21    | 1      | 0      | 1    |
| | Puchar Chorwacji                                                                    | 0      |       |    |    |   |     |    |     |            | 0      | 0      |      |
| Chorwacja                                                                                                 | Bilans występów klubu w rozgrywkach piłkarskich Chorwacji (Stan na 31 maja 2022 r.) |        |       |    |    |   |     |    |     |            |        |        |      |

## Piłkarze, trenerzy, prezydenci i właściciele klubu

### Trenerzy
- 21.07.2020–24.07.2020:  Marko Pinčić
- 25.07.2020–8.01.2021:  Josip Butić
- od 8.01.2021:  Želimir Terkeš

## Struktura klubu

### Stadion
Klub piłkarski rozgrywa swoje mecze domowe na stadionie Stanovi w Zadarze, który może pomieścić 5.860 widzów.

## Kibice i rywalizacja z innymi klubami

### Derby
- RNK Split
- NK GOŠK – Dubrovnik 1919
- HNK Primorac Biograd na Moru
- NK Hrvatski vitez Posedarje